# Humer i inni
Humer i inni – polski film dokumentalny z 1994 w reżyserii Aliny Czerniakowskiej.
Dokument jest relacją z procesu przed Sądem Rejonowym w Warszawie. Na ławie oskarżonych zasiadał Adam Humer były pracownik komunistycznego Ministerstwa Bezpieczeństwa Publicznego, któremu przedstawiono zarzuty torturowania i mordowania żołnierzy wyklętych po II wojnie światowej.